# موريس سافوي
موريس سافيو ((10 يناير 1593 - 4 أكتوبر 1657)، تورينو) كان الكاردينال للقرن السابع عشر ميلادي.

## سيرته
كان ابن كارلو إمانويلي الأول وانفانتا كاثيرين ميشيل إسبانيا، في عام 1607 ميلادية وعمره 14 عام أصبح كاردينال وأسقف فرشيلي. وفي الرابع من يونيو عام 1627 ميلادية أصبح رئيس دير في براسور آرلي. وفي عام 1637 ميلادية بعد وفاة شقيقة الأكبر فيكتور اماديوس الأول، طالب هو وشقيقه توماس وصاية الدوقية ضد ارملة فيتكور اماديوس ماري كرستين الفرنسية، لكن الملك أيد كرستين وأكد لها الوصاية. في عام 1642 ميلادية ترك امور الدين ليصبح أمير أونيليا وماركيز. وفي الثامن والعشرين من أغسطس من عام 1642 ميلادية تزوج من ابنة اخية فيكتور اماديوس (كريستين لويز سافيو (1629-1692) في تورينو).